# 浦江镇
浦江镇，是中华人民共和国上海市闵行区下辖的一个镇。浦江镇位于闵行区黄浦江以东地区。途经轨道交通浦江线。
浦江镇于2000年10月18日由闵行区黄浦江以东地区的陈行镇、杜行镇、鲁汇镇合并而成。2015年6月16日，上海市人民政府批复同意从浦江镇析出建立浦锦街道。并对浦江镇行政区域范围作相应调整，其行政区域范围为：东至浦东新区，南与奉贤区接壤，西至浦星路、丰收村和亭子村南面现有村界、黄浦江，北与浦东新区接壤。面积约78.51平方公里。浦江镇人民政府驻联航路1515号。2018年3月31日，服务于该镇的浦江线开通运营。

## 行政区划
浦江镇下辖以下居委会及村委会：
杜行社区、鲁汇社区、闵浦第三社区、闵浦新苑第二社区、新汇绿苑社区、宝邸第一社区、浦航新城第二社区、浦航新城第三社区、浦航新城第四社区、浦航新城第五社区、浦航新城第六社区、浦航第七社区、智汇园社区、欣佳宝邸社区、闵浦第一社区、红梅苑社区、浦润苑社区、浦江馨都社区、瑞和华苑社区、汇秀景苑社区、聚缘社区、中虹浦江苑社区、瑞和城第三社区、永康城第一社区、永康城第七社区、永康城第八社区、永康城第九社区、浦江瑞和城第五社区、浦江宝邸第二社区、浦航新城第八社区、永康城第二社区、永康城第三社区、永康城第四社区、永康城第五社区、永康城第六社区、瑞和城第二社区、瑞和城第四社区、瑞和城第六社区、瑞和雅苑第一社区、瑞和城第一社区、瑞和雅苑第二社区、立民村、勤劳村、知新村、东风村、建中村、友建村、苏民村、联星村、群益村、联胜村、万里村、张行村、联合村、建东村、镇北村、胜利村、杜行村、建新村、建岗村、联民村、跃进村、革新村、永丰村、先进村、汇红村、新风村、光继村、汇西村、汇东村、正义村、汇北村、北徐村、汇南村、永新村和汇中村。

## 中国传统村落
革新村获评“中国传统村落”。